# Jarma
Jarma é uma bebida fermentada de cevada ou trigo da Quirguízia,  também conhecida como maksim, e bebida principalmente durante o verão. É produzida comercialmente pela empresa Shoro e o seu teor alcoólico é baixo. Os quirguizes são maioritariamente muçulmanos, pelo que o seu apetite por esta bebida não é grande, preferindo o kymyz, o leite de égua fermentado. 